# Dave Wottle
Dave Wottle, né le 7 août 1950 à Canton (Ohio), est un athlète américain. Spécialiste du demi-fond, il a été recordman du monde du 800 mètres et champion olympique en 1972 sur cette même distance.

## Biographie
David James Wottle étudie à l'université d'État de Bowling Green, dans l'Ohio, où il obtient un BSc d'Histoire. En 1970, il termine deuxième derrière Marty Liquori sur le mile aux championnats NCAA. Durant ces mêmes championnats universitaires, il remporte le titre sur 1 500 m en 1972, puis sur le mile en 1973.
En 1972, lors des trials à Eugene, il égale le record du monde du 800 m en 1 min 44 s 3.
Lors des Jeux olympiques d'été de 1972 à Munich, il utilise une tactique rarement mise en œuvre lors de chacune de ses courses de 800 m : il reste en queue de peloton pendant 600 m, puis remonte les autres concurrents un par un. Il s'impose ainsi en séries, en demi-finale et enfin lors la finale où, malgré une tendinite, il remporte le titre avec trois centièmes d'avance sur le Soviétique Yevhen Arzhanov. Lors de la cérémonie des médailles, Wottle oublie d'ôter sa casquette ; ce geste est alors interprété par certains comme un signe de protestation mais Wottle s'en excuse par la suite. Il concourt également sur 1 500 m mais ne parvient pas à se qualifier pour la finale.

## Palmarès

### Jeux olympiques
- Jeux olympiques d'été de 1972 à Munich
  -  Médaille d'or sur 800 m
  - éliminé en demi-finales sur 1 500 m

### Records
- Recordman du monde du 800 m en 1 min 44 s 3 le 1er juillet 1972 à Eugene, lors des sélections américaines, il égala le record de Peter Snell et de Ralph Doubell, qui est ensuite battu par Marcello Fiasconaro en 1973[1][source insuffisante].